# Viișoara (gmina w okręgu Marusza)
Viișoara – gmina w Rumunii, w okręgu Marusza. Obejmuje miejscowości Ormeniș, Sântioana i Viișoara. W 2011 roku liczyła 1659 mieszkańców.